# Chilodes obsoleta
Chilodes obsoleta är en fjärilsart som beskrevs av Wightman 1941. Chilodes obsoleta ingår i släktet Chilodes och familjen nattflyn. Inga underarter finns listade i Catalogue of Life.